# Abbé-tó
Az Abbé-tó egy sóstó Etiópia és Dzsibuti határán. Fő táplálója az Avas folyó.

## Elhelyezkedés
Az Abbé-tó egy hat tóból álló tórendszer (Gargori, Laitali, Gummare, Bario, Afambo, Abbé) legdélebbi tagja. A tavak az Afar-medencében, három egymástól távolodó kőzetlemez szegélyén kialakult mélyedésben, az Avas-árokban fekszenek.

## Környéke
A tó északi partján a vulkáni eredetű Dama Ali hegység (1069 m) emelkedik. A déli-délnyugati partokat 10 km szélességben egy kiterjedt sós felszínű terület kíséri. Ezeket az Avas jelentős vízszint-ingadozásai miatt nyugatról és délről egy-egy vádi szeli át, az Oleldere és az Abuna Merekes.

## A tó felszíne
Az Abbé-tó nyílt vízfelülete 340 km², további 110 km² pedig a tavat övező sós felszín kiterjedése. Az Avas folyó vizének elöntözése miatt a tó vízszintje az utóbbi években mintegy öt méterrel csökkent.

## Érdekességek

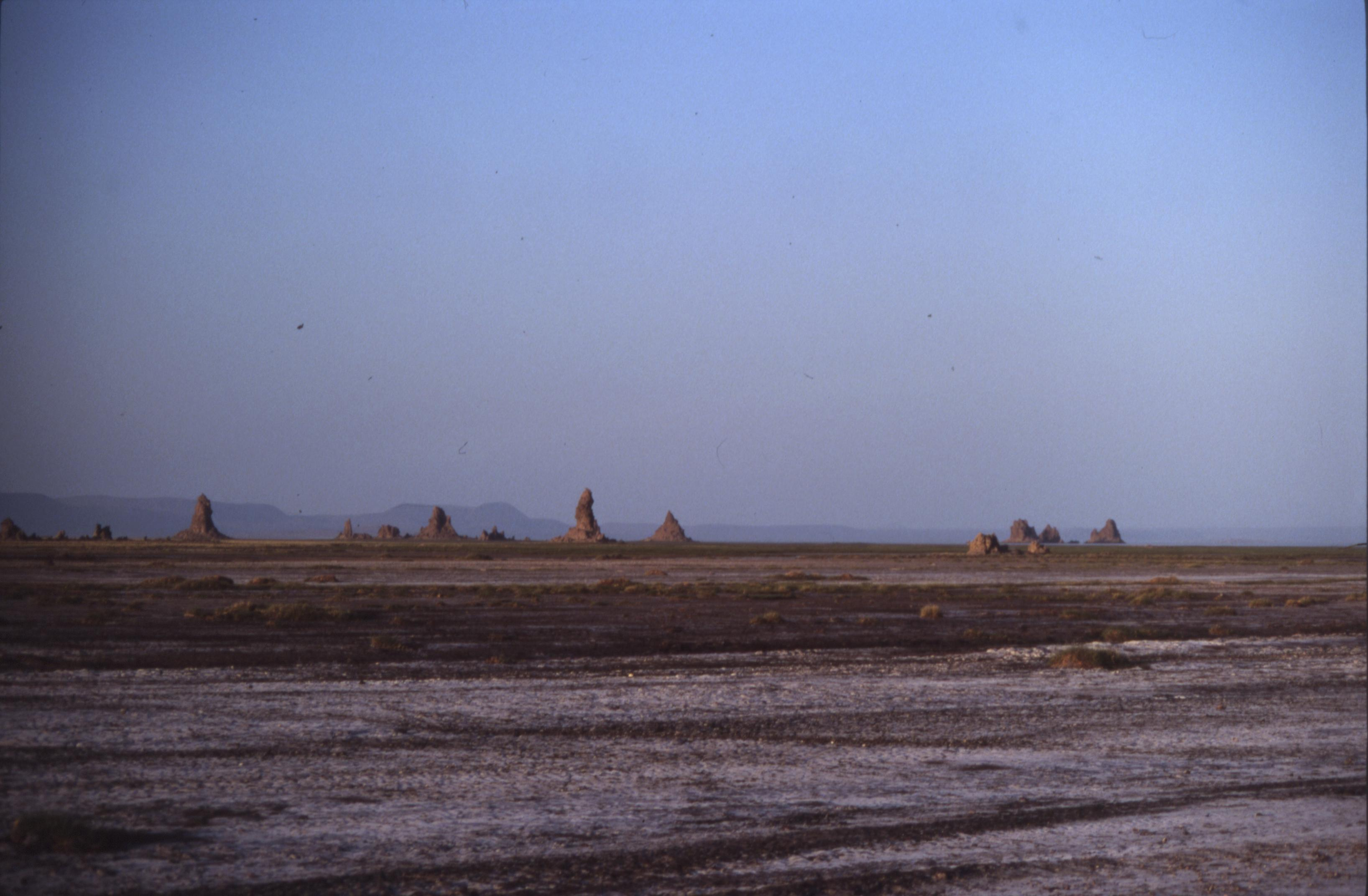
Füstölők az Abbé-tó mellett

- Az Abbé-tó leghíresebb képződményei a mészkőből felépült, akár 50 méter magas, gőzt eregető kémények.
- A tó környékének őslakosai a nomád afarok.
- Jelentős flamingó-populáció él a tavon.
- Itt forgatták az 1968-as A majmok bolygója című klasszikus sci-fi film néhány jelenetét.

## Fordítás
- Ez a szócikk részben vagy egészben  a   Lake Abbe című angol Wikipédia-szócikk fordításán alapul.  Az eredeti cikk szerkesztőit annak laptörténete sorolja fel. Ez a jelzés csupán a megfogalmazás eredetét és a szerzői jogokat jelzi, nem szolgál a cikkben szereplő információk forrásmegjelöléseként.